# Maren Wallenhorst
Maren Wallenhorst (* 7. November 1990 in Osnabrück) ist eine deutsche Fußballspielerin.

## Karriere
Wallenhorst begann ihre Karriere im Jahr 2006 beim damaligen Zweitligisten FC Gütersloh 2000. Dort absolvierte sie in drei Spielzeiten 52 Partien, in denen ihr 26 Tore gelangen. 16 dieser Tore schoss sie in der Spielzeit 2007/08, was hinter Marie Pollmann den zweitbesten Wert aller Spielerinnen der Staffel Nord darstellte. Im Sommer 2009 wechselte sie zum Ligakonkurrenten Werder Bremen, für den sie ebenfalls drei Jahre lang aktiv war. Nach dem Bundesligaaufstieg ihres mittlerweile als FSV Gütersloh 2009 firmierenden Heimatvereins kehrte sie nach Gütersloh zurück. Ihr Erstligadebüt gab sie dort am 9. September 2012 gegen den VfL Sindelfingen, in diesem Spiel erzielte sie auch ihr erstes Bundesligator. Nach dem Abstieg des FC Gütersloh 2009 kehrte sie im Sommer 2013 zu Werder Bremen zurück. Nach der Saison 2016/17, in der sie aufgrund einer Fußverletzung kaum zum Einsatz gekommen war, entschied sie sich, eine Pause einzulegen.